# Bizzarone

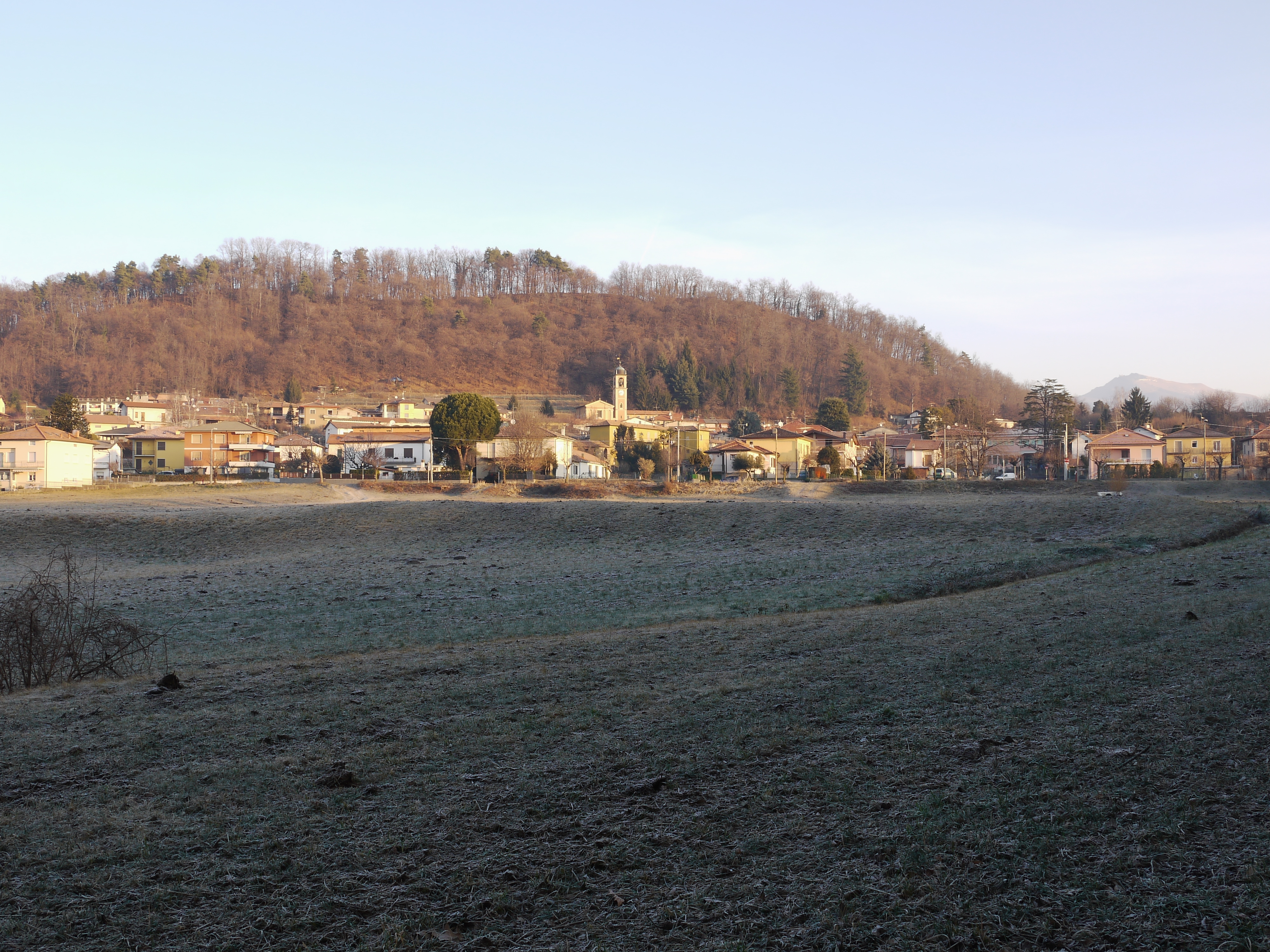
Bizzarone

Bizzarone ist eine Gemeinde in der Provinz Como in der Lombardei in Italien. Das Dorf hat 1767 Einwohner (Stand 31. Dezember 2023).

## Geographie
Die Gemeinde liegt an der Grenze zur Schweiz am Fuße des Berges Colle S. Ambrogio (528 m ü. M.). In den letzten Jahren hat sich Bizzarone zu einer Wohngemeinde mit Villen entwickeln. Dennoch ist das alte Dorfzentrum fast vollständig erhalten geblieben.
Die Nachbargemeinden sind im Norden Mendrisio (CH-TI), Novazzano (CH-TI) und Stabio (CH-TI), im Südosten Uggiate con Ronago sowie im Westen Rodero und Valmorea.

## Demographische Entwicklung
Daten von ISTAT

## Sehenswürdigkeiten
- Kirche Sant’Evasio Martire (15. Jahrhundert)[2]
- Kirche San Rocco (1597)[3]
- Kirche Santa Maria Assunta (1578) mit Fresken von Giovanni Battista Tarilli (1584)[4]

## Bilder

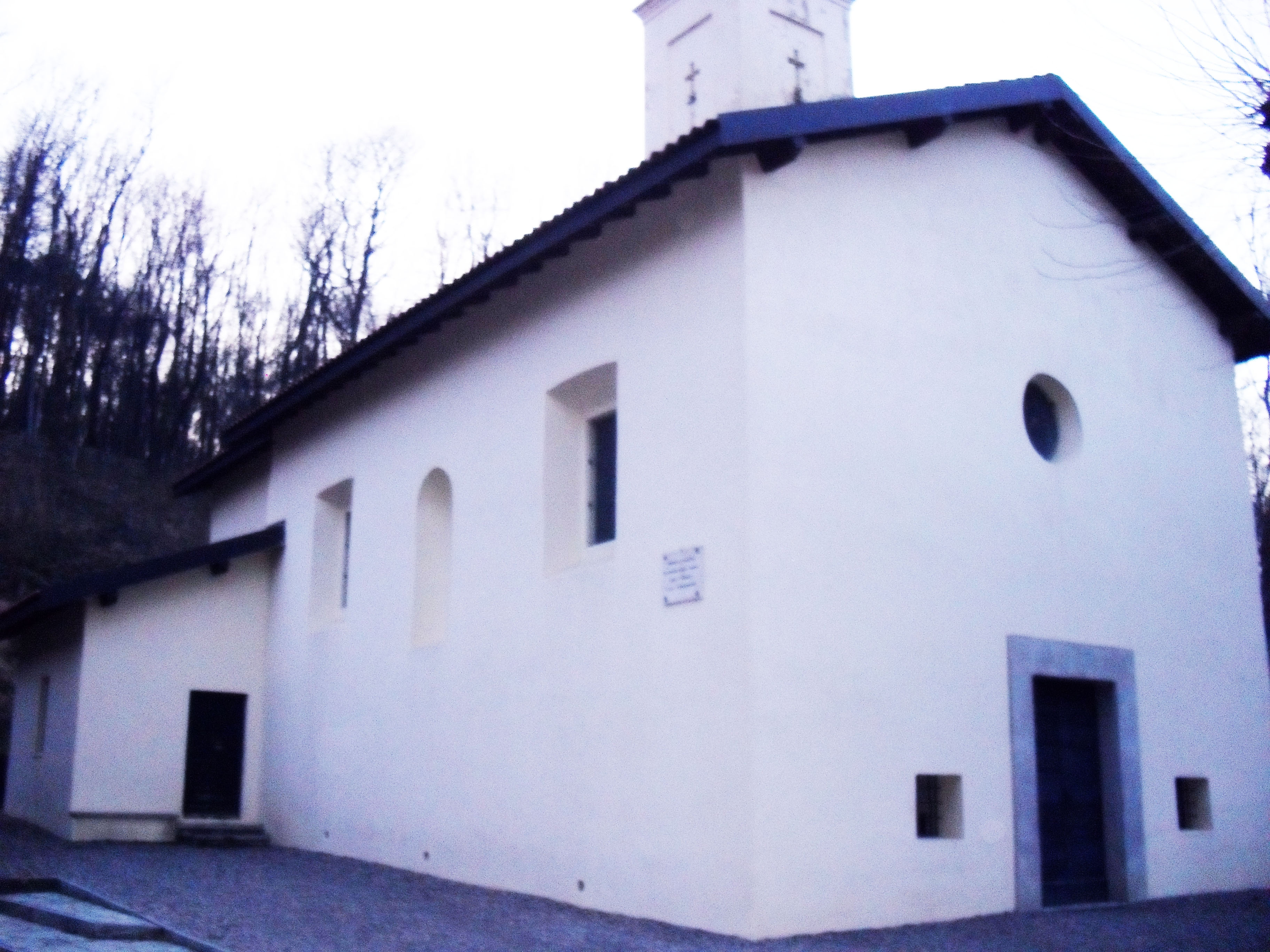
Kirche Madonna Assunta (490 m ü. M.)
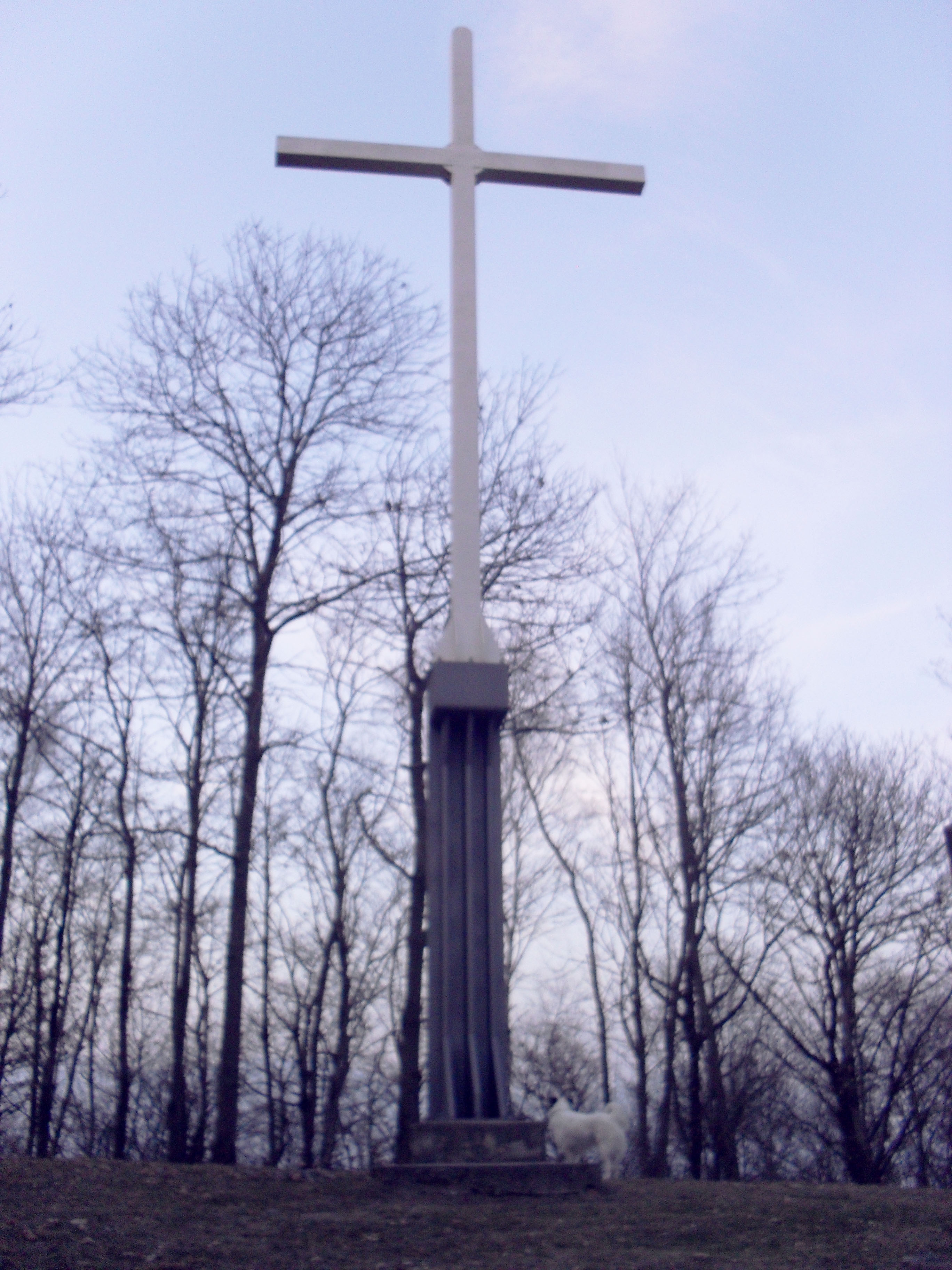
Das Kreuz am Colle Sant’Ambrogio (533 m)
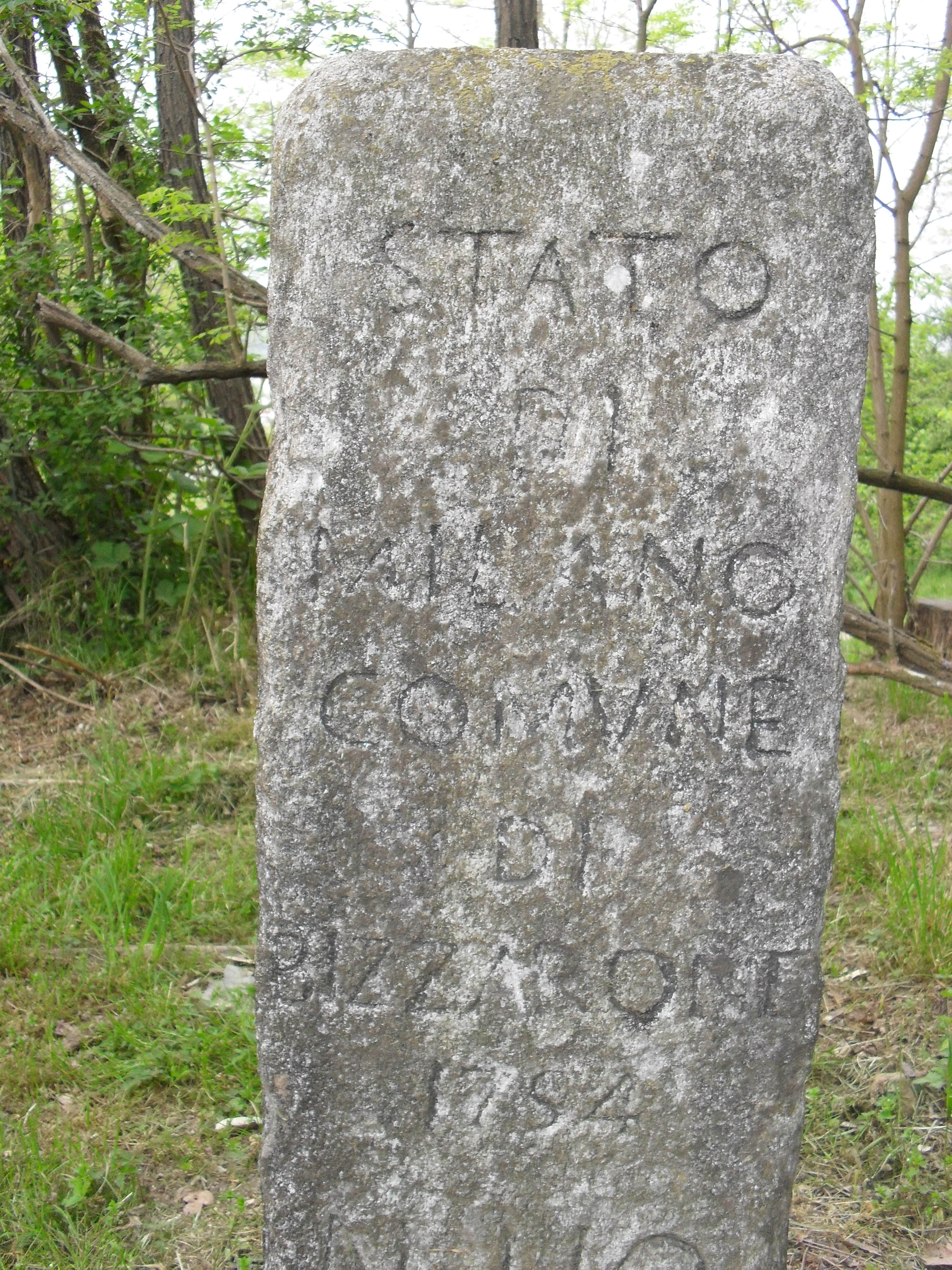
Grenzstein von Herzogtum Mailand im Ortsteil Santa Margherita (354 m), im Hintergrund Schweizer Gebiet
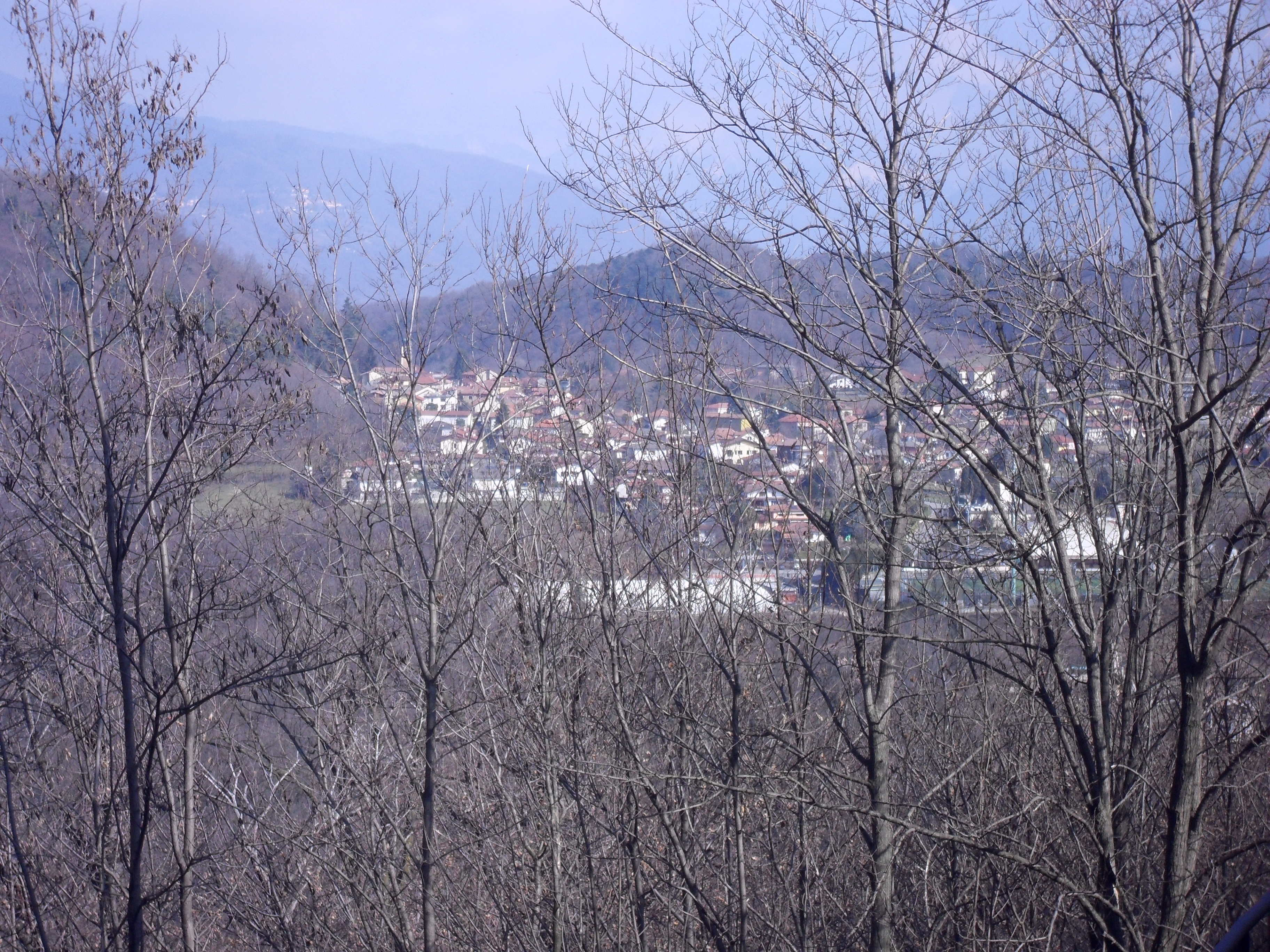
Bizzarone gesehen von Colle di San Maffeo (505 m) in der Gemeinde Rodero
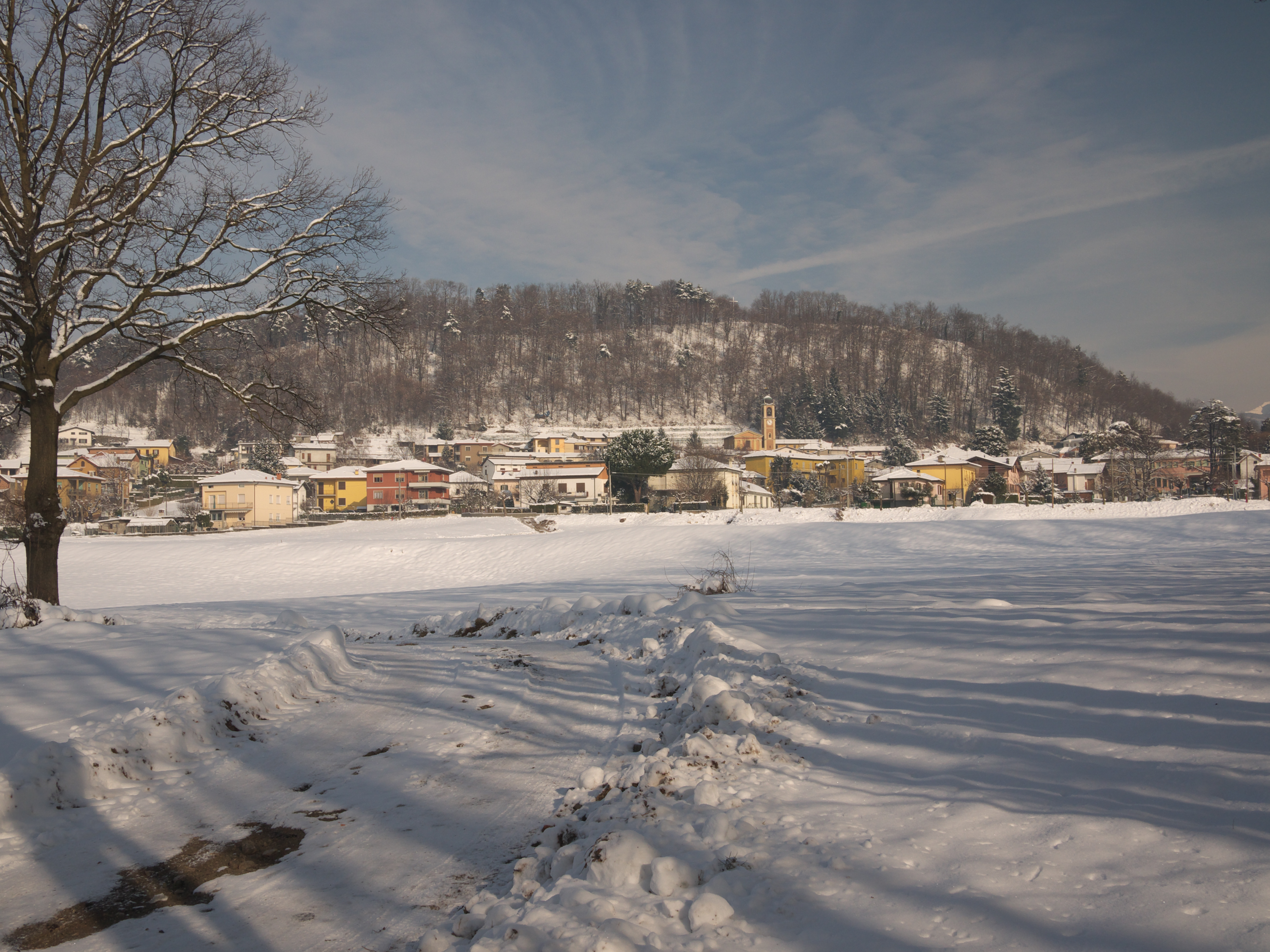
Schnee im Februar 2012
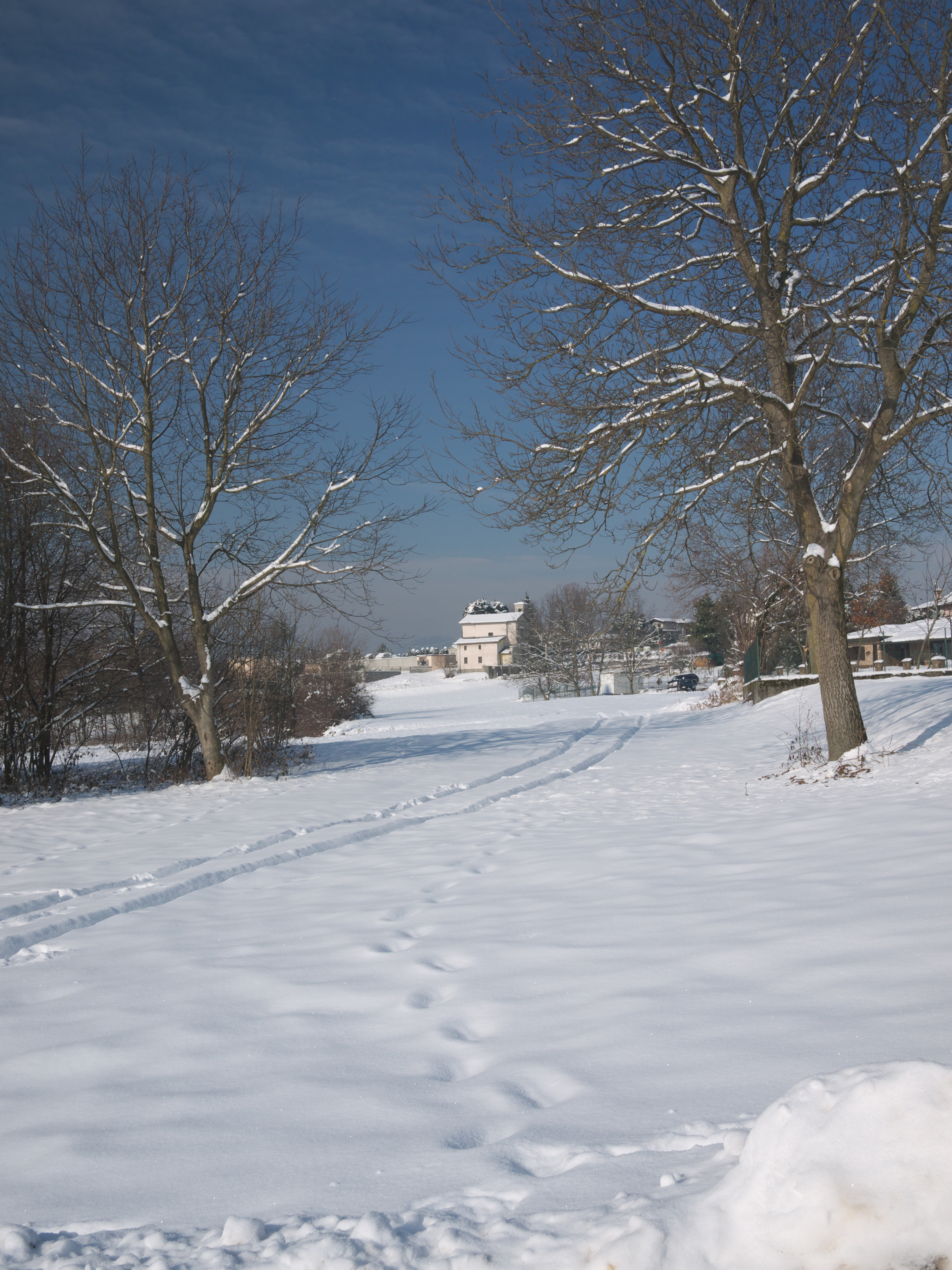
Februar 2012, Schnee und im Hintergrund die Kirche San Rocco beim Friedhof.